# Новотроїцьк (Тальменський район)
Новотро́їцьк (рос. Новотроицк) — село у складі Тальменського району Алтайського краю, Росія. Адміністративний центр Новотроїцької сільської ради.

## Населення
Населення — 591 особа (2010; 672 у 2002).
Національний склад (станом на 2002 рік):
- росіяни — 92 %